# سالم سلطان
سالم سلطان (انگلیسی: Salem Sultan؛ زادهٔ ۹ مهٔ ۱۹۹۳) بازیکن فوتبال اهل امارات متحده عربی است.
وی همچنین در تیم ملی فوتبال United Arab Emirates بازی کرده‌است.